# Петров, Борис Фёдорович (вице-адмирал)
Борис Фёдорович Петров (7 февраля 1914, д. Клобучино, Новгородская губерния — 3 декабря 1984, Севастополь) — советский военачальник, вице-адмирал (1967), первый командир 5-й оперативной эскадры кораблей ВМФ (1967—1969).

## Биография
В Военно-морском флоте с 1931 года, член КПСС с 1947 года.
После окончания Военно-морского училища имени М. В. Фрунзе (май 1931 — июнь 1936) назначен командиром БЧ-1 крейсера «Коминтерн» (до ноября 1937 года), затем окончил штурманский отдел Специальных курсов командного состава РККА (с ноября 1937 по октябрь 1938 года), после чего вплоть до апреля 1941 года преподавал мореходную астрономию во 2-м Военно-морском училище (Черноморское ВВМУ).
С апреля 1941 года исполнял обязанности штурмана Отряда лёгких сил Черноморского флота, вступил в этой должности в Великую Отечественную войну. С июля 1942 по ноябрь 1943 года (с перерывом) — флаг-штурман бригады крейсеров Черноморского флота.
С ноября 1943 по апрель 1944 года — командир по оперативной части оперативного отдела штаба Черноморского флота, с марта 1944 по октябрь 1945 года — старший помощник командира крейсера «Ворошилов», до марта 1946 года — исполняющий должность командира лидера эсминцев «Киев». Имя Б. Ф. Петрова отмечалось в приказах Верховного Главнокомандующего.
В марте-октябре 1946 года командовал эсминцем «Озорной», затем до декабря 1949 года — крейсером «Молотов» (19 августа 1947 года корабль посетил И. В. Сталин). С декабря 1949 по декабрь 1952 учился на основном факультете Военно-морской академии имени К. Е. Ворошилова, позднее вплоть до января 1953 года находился в распоряжении Управления кадров ВМС. До апреля этого года командовал строящимся тяжёлым крейсером «Сталинград». С мая 1953 по март 1955 года — начальник штаба эскадры, с 1955 по сентябрь 1956 года — командующий эскадрой Черноморского флота.
31 мая 1954 года присвоено воинское звание «контр-адмирал».
Освобождён от занимаемой должности за серьёзные упущения по службе (после гибели в результате взрыва в Севастополе линкора «Новороссийск») и назначен командиром 15-й дивизии крейсеров Тихоокеанского флота (октябрь 1956 — январь 1959 годов).
С 1959 по август 1961 года — заместитель начальника кафедры, до мая 1962 года — заместитель начальника кафедры общей тактики ВМФ и ПЛО, с мая 1962 по июль 1963 — начальник той же кафедры. Позднее, вплоть до июня 1967 года занимал пост начальника кафедры тактики противолодочных сил флота Военно-морской академии.
В течение 2 лет, с июня 1967 по сентябрь 1969 года был первым командиром 5-й оперативной эскадры ВМФ в Средиземном море. 25 октября 1967 года присвоено звание «вице-адмирал».
До декабря 1969 года находился в распоряжении Главокома ВМФ, после чего до декабря 1974 года исполнял обязанности заместителя начальника Военно-морской академии по учебной работе.
Кандидат военно-морских наук (1972), профессор (1972).
Аттестация 1973 года характеризовала вице-адмирала Петрова следующим образом:
Всесторонне развит, имеет высокую оперативно-тактическую подготовку, хорошие знания марксистско-ленинской теории… По характеру смел и решителен, в любой обстановке ориентируется быстро и принимает обоснованные решения.
В декабре 1974 года отправлен в отставку.
Скончался 3 декабря 1984 года в Севастополе, похоронен на кладбище Коммунаров

Могила Петрова на кладбище Коммунаров в Севастополе.

## Награды
- Орден Ленина (1955)[2]
- Орден Красного Знамени (1945)[5]
- Орден Красного Знамени (1951)[2]
- Орден Красной Звезды (1944)[6]
- Орден Красной Звезды (1946)[2]
- Орден Отечественной войны I степени (1943)[7][8]
- Орден Трудового Красного Знамени (1969)[2]
- Медаль «За боевые заслуги» (1944)[9]
- Медаль «За оборону Севастополя» (1943)[10]
- Медаль «За победу над Германией в Великой Отечественной войне 1941—1945 гг.» (1945)[11]
- Именное оружие (1964)[2]